# Wang Lihong
Wang Lihong (förenklad kinesiska: 王丽红; traditionell kinesiska: 王麗紅; pinyin: Wáng Lìhóng), född den 22 november 1970, är en kinesisk softbollspelare.
Hon tog OS-silver i samband med de olympiska softboll-turneringarna 1996 i Atlanta.